# Elbe Air
Elbe Air Lufttransport war eine deutsche Fluggesellschaft mit Sitz in Büren-Ahden. Ihre Heimatbasis, von der sie im Ad-hoc-Charter- und Privatflugverkehr operierte, war der Flughafen Paderborn/Lippstadt. Im Jahr 2005 wurden neue Flugzeuge in die Flotte integriert.
Mit Beschluss des Amtsgerichts Paderborn vom 1. Juli 2008 wurde wegen Zahlungsunfähigkeit und Überschuldung das Insolvenzverfahren eröffnet. Die Geschäftstätigkeit wurde darauf eingestellt.

## Flotte
- 5 Raytheon Hawker 800 (Betrieb ab 2005; 4 davon wurden im Ad-hoc-Charterverkehr genutzt, eine wurde privat betrieben)
- 3 Dassault Falcon 20 (2 davon waren in Russland stationiert)